# Thymus (orgaan)

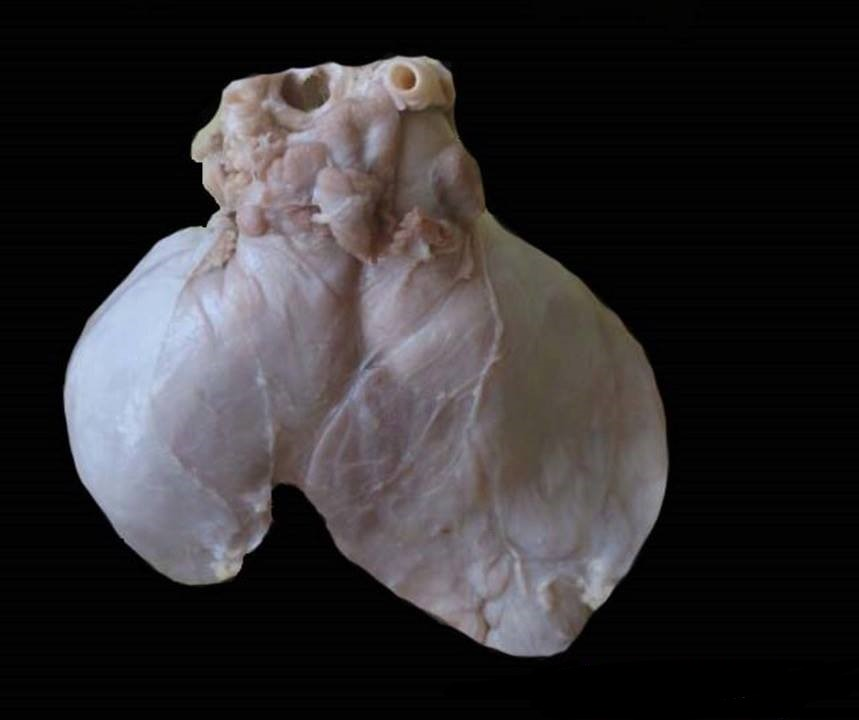
Menselijke thymus

De thymus of zwezerik is een orgaan dat bij kinderen en bij jonge zoogdieren te vinden is tussen het borstbeen (sternum) en de luchtpijp (trachea) in het voorste mediastinum.
De thymus is het sterkst in de jongere jaren en neemt af naarmate men ouder wordt. De thymusklier is een van de belangrijkste organen in het afweersysteem. In de cortex en in mindere mate in de medulla van de thymus komen thymocyten voor, die daardoor een donkerder kleur heeft dan de medulla. Een thymocyt is een immuuncel voordat deze transformeert in een T-cel. Thymocyten worden geproduceerd als stamcellen in het beenmerg en bereiken de thymus via het bloed. Daarnaast speelt de thymus ook een essentiële rol bij de aanmaak van geheugencellen die het recept onthouden hoe de afweerstoffen tegen doorgemaakte ziekten moeten worden aangemaakt.

## Functie
De thymus zorgt voor de ontwikkeling van thymocyten tot T-cellen, die gevoelig zijn voor een bepaald antigeen; het zorgt voor de eliminatie van ongewenste autoreactieve klonen, ofwel T-cellen die op lichaamseigen epitopen passen. Daarnaast produceert het hormonen (onder andere thymosine) die de groei en het afweersysteem stimuleren.

## Onderzoek
Lange tijd heeft men gedacht dat de thymus een (vrijwel) nutteloos orgaan is. Pas sinds men is gaan experimenteren met het verwijderen van de thymus bij dieren (thymectomie) heeft men een idee van de functie gekregen.

### Bij dieren
Als de thymus bij jonge dieren verwijderd wordt, treden bij deze dieren daarna de volgende symptomen op:
- gewichtsverlies
- te langzame groei
- haaruitval
- algemene achteruitgang in de gezondheidstoestand
- veel infecties, met name ten gevolge van intracellulaire micro-organismen
- verminderde afstoting van - eventuele - transplantaten

Deze verschijnselen treden niet op als de thymectomie wordt uitgevoerd bij oudere dieren. De verschijnselen kunnen worden voorkomen of teruggedraaid door na de thymectomie een stukje thymusweefsel terug in het lichaam te plaatsen.

### Bij mensen

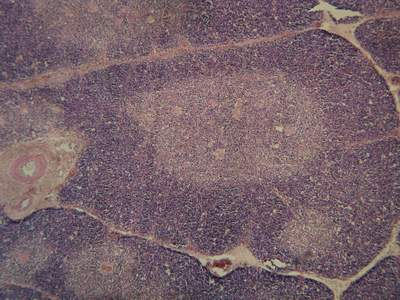
Thymuslobje 50 x vergroot

Thymosine, aangemaakt door de thymus, is nodig bij het eerste contact van het lichaam met een antigeen om de T-cel-respons op gang te brengen. In de eerste levensjaren komt de mens in contact met bijna alle antigenen die een cellulaire immuunrespons kunnen opwekken. Later wordt het aantal nieuwe contacten steeds kleiner, waardoor de thymus minder te doen heeft, en langzaam involueert.
Bij een (mensen)baby waarbij tijdens de embryonale ontwikkeling geen thymus was ontstaan, werden de volgende verschijnselen waargenomen:
- veel infecties
- geen vergroting van secundaire lymfoïde organen (onder andere milt en lever) tijdens infecties; de plaatsen waar zich normaal T-lymfocyten bevinden waren leeg
- iets verlaagde antilichamenconcentratie in de lichaamsvloeistoffen
- geen T-lymfocyten in het bloed

## Etymologie
De herkomst van het woord thymus is onduidelijk; het zou afgeleid kunnen zijn van het Griekse thymos (θύμος), wat tijm betekent, dit omdat de tijmbloesem wat lijkt op de thymus.

## Eten
Kalfszwezerik wordt als een delicatesse beschouwd.
bijnieren · epifyse · hypofyse · ovaria · pancreas · schildklier · testes · thymus
alvleesklier · baarmoeder · bijnieren · bijschildklier · darmen · eierstokken · galblaas · hart · hersenen · huid · hypofyse · longen · lever · maag · milt · nier · prostaatklier · schildklier · teelballen · twaalfvingerige darm · urineblaas · wormvormig aanhangsel · zwezerik